# Dinsac

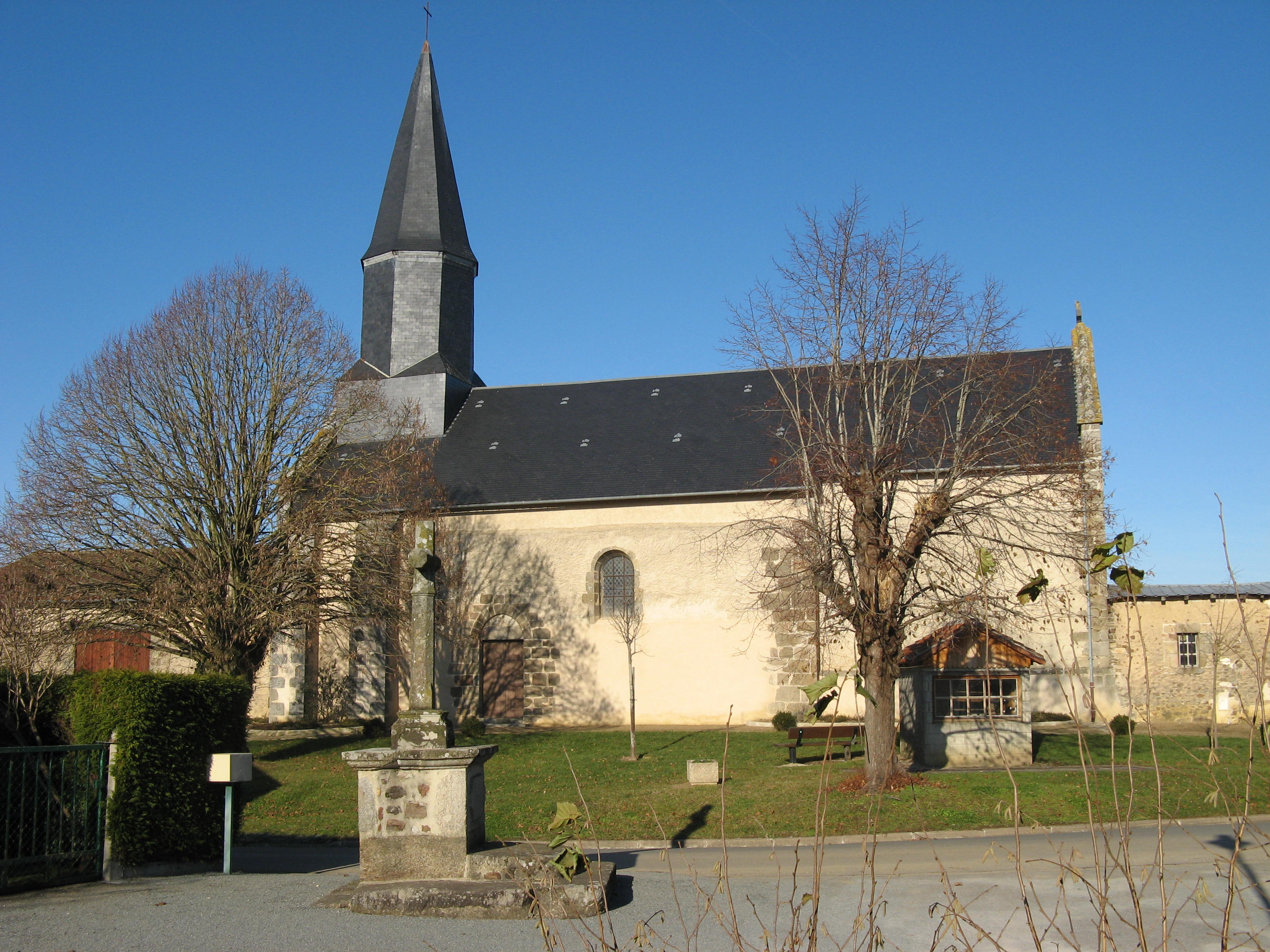
Kościół św. Marcina (2006)

Dinsac – miejscowość i gmina we Francji, w regionie Nowa Akwitania, w departamencie Haute-Vienne.
Według danych na rok 1990 gminę zamieszkiwało 285 osób, a gęstość zaludnienia wynosiła 15 osób/km² (wśród 747 gmin Limousin Dinsac plasuje się na 364. miejscu pod względem liczby ludności, natomiast pod względem powierzchni na miejscu 364.).

## Populacja

Populacja Dinsac w latach 1962–2008